# Sydenham állomás
A Sydenham a londoni Overground egyik állomása a 3-as zónában, az East London line érinti.

## Története
Az állomást 1839. június 5-én adták át a London and Croydon Railway részeként. 2010. április 27-étől az újraindított East London line egyik állomása.

## Forgalom
| Járat    | Útvonal | Gyakoriság    |
| -------- | --- | ------------- |
|          | Highbury & Islington – Canonbury – Dalston Junction – Haggerston – Hoxton – Shoreditch High Street – Whitechapel – Shadwell – Wapping – Rotherhithe – Canada Water – Surrey Quays – New Cross Gate – Brockley – Honor Oak Park – Forest Hill – Sydenham – Crystal Palace                                         | 15 percenként |
|          | Highbury & Islington – Canonbury – Dalston Junction – Haggerston – Hoxton – Shoreditch High Street – Whitechapel – Shadwell – Wapping – Rotherhithe – Canada Water – Surrey Quays – New Cross Gate – Brockley – Honor Oak Park – Forest Hill – Sydenham – Penge West – Anerley – Norwood Junction – West Croydon | 15 percenként |
| Southern | London Bridge – New Cross Gate – Brockley – Honor Oak Park – Forest Hill – Sydenham – Crystal Palace – Gipsy Hill – West Norwood – Streatham Hill – Balham – Wandsworth Common – Clapham Junction – Battersea Park – London Victoria                                                                             | 15 percenként |
| Southern | London Bridge – New Cross Gate – Brockley – Honor Oak Park – Forest Hill – Sydenham – Penge West – Anerley – Norwood Junction – West Croydon (– tovább Waddon felé) | 15 percenként |

## Átszállási kapcsolatok
| Állomás  | Átszállási kapcsolatok          |
| -------- | ------------------------------- |
| Sydenham | Helyi buszok (Sydenham Station) |

## Fordítás
- Ez a szócikk részben vagy egészben  a   Sydenham (London) railway station című angol Wikipédia-szócikk fordításán alapul.  Az eredeti cikk szerkesztőit annak laptörténete sorolja fel. Ez a jelzés csupán a megfogalmazás eredetét és a szerzői jogokat jelzi, nem szolgál a cikkben szereplő információk forrásmegjelöléseként.